# Galhausen
Galhausen ist ein Dorf in der Deutschsprachigen Gemeinschaft in Belgien und Ortsteil der Stadtgemeinde Sankt Vith. Der Ort zählt 233 Einwohner (Angabe Stand 31. Dezember 2023).
Galhausen liegt rund drei Kilometer südlich der Kernstadt Sankt Vith im Tal des Flusses Braunlauf.

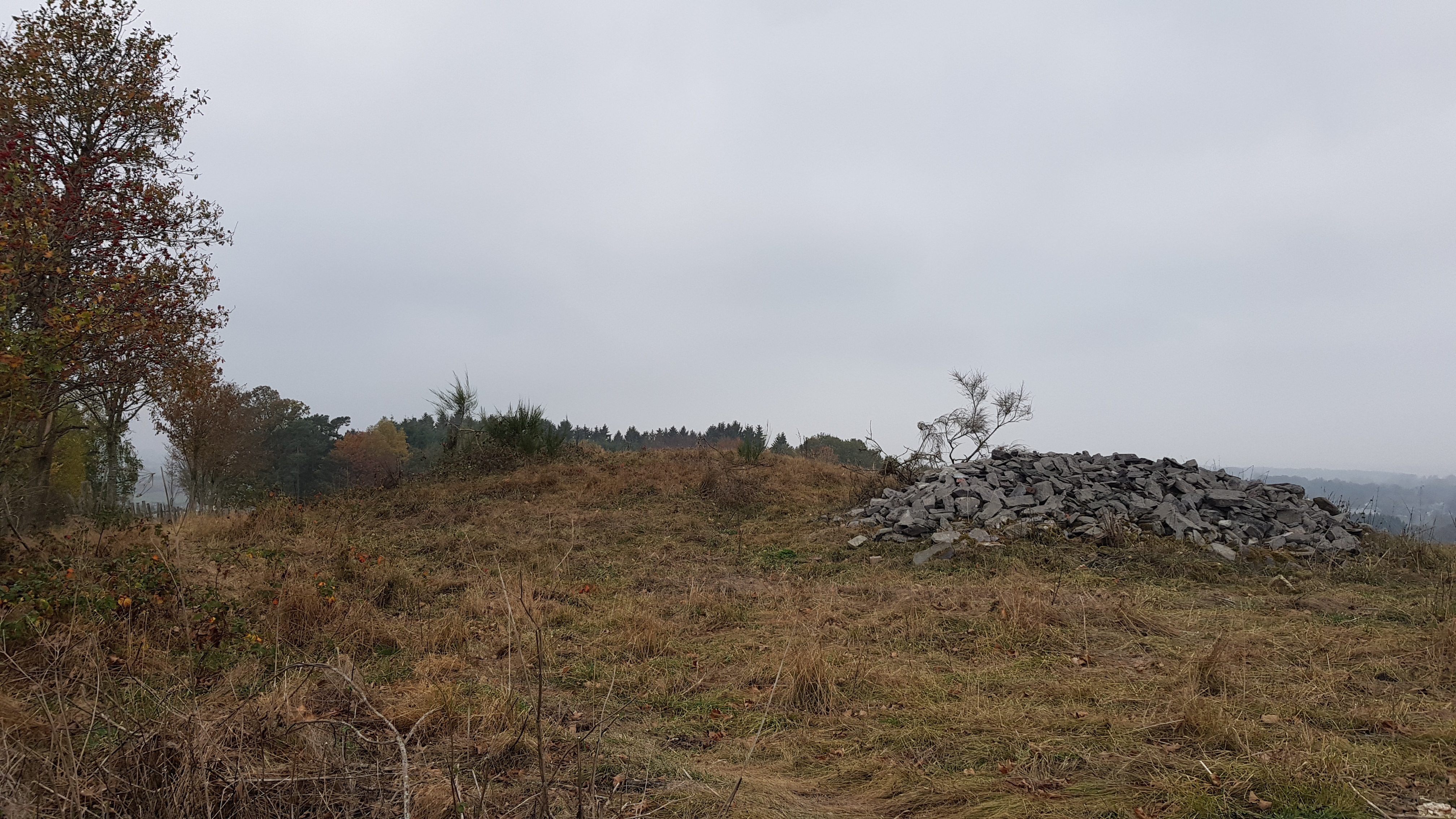
Hügelgräber Schinkelsknopf

Am westlichen Ortsrand von Galhausen befinden sich die Hügelgräber Schinkelsknopf. Es handelt sich um keltische Gräber aus der Eisenzeit, letzte sichtbare Zeugnisse der vorrömischen Besiedlung der Eifel, die auf etwa 750 bis 100 vor Christus datiert werden. Die Hügelgräber sind heute als Kulturdenkmal geschützt.

## Geschichte
Vor 1977 wurde Galhausen durch die Gemeinde Lommersweiler verwaltet. Mit der belgischen Gemeindereform ging es in der neuen Großgemeinde Sankt Vith auf.